# William Whitaker (Theologe)

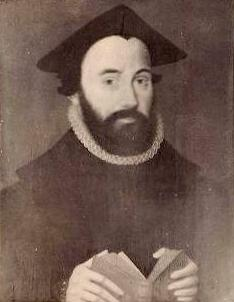
William Whitaker

William Whitaker (* 1548 in Holme, Borough of Burnley; † 4. Dezember 1595) war ein englischer reformierter Theologe und Professor in Cambridge.

## Leben
Whitaker war der dritte Sohn von Thomas Whitaker und Elizabeth Nowell. Zuerst besuchte er die Schule wahrscheinlich Zuhause, dann wurde er zu seinem Onkel, Alexander Nowell, dem Pfarrer an der St Paul’s Cathedral in London, geschickt. 1564 mit 16 Jahren ging er nach Cambridge, wo er dank finanzieller Unterstützung seines Onkels das Trinity College besuchen konnte. Aus Dank widmete Whitaker Nowell seine griechische Übersetzung des Book of Common Prayer. Er war ein eifriger Student und Schüler von John Whitgift. Am 3. Februar 1578 wurde er als Kanoniker in der Kathedrale von Norwich installiert, und im selben Jahr wurde am 14. Juli in Oxford zugelassen. 1580 wurde er von der Krone zum Regius-Professor der Theologie in Cambridge ernannt.
1582 nahm er an einer Disputation teil, wo er die These vertrat, dass der römische Papst der Antichrist sei. In seinen Vorlesungen als Professor, die von John Allenson (1558–1619) mitgeschrieben wurden, widerlegte er römisch-katholische Theologen wie Robert Bellarmin (Disputationes) und Thomas Stapleton. Seine Schrift «Disputatio de Sacra Scriptura contra hujus temporis papistas, inprimis Robertum Bellarminum» von 1588 ist eine der ersten reformierten Lehren über die Heilige Schrift eines Engländers. Für ihn war die Schrift allein die Autorität des Glaubens und der Lebenspraxis.
Am 28. Februar 1586 wurde Whitaker auf Empfehlung von Whitgift und Burghley von der Krone die Leitung des St. John 's College übertragen. 1593 sollte er ebenso die Führung des Trinity College und der Bistümer von Bath und Wells übernehmen, was jedoch scheiterte. Am 18. April 1594 veröffentlichte er «De Authoritate Scripturae» mit einer Widmung an Whitgift, was als Antwort auf den katholischen Stapleton gelten konnte. Kurz vor seinem Tod 1595 wurde er im Mai Kanoniker in Canterbury. Mit Humphrey Gower, dem Präsidenten des Queens’ College, wurde er abgeordnet, die Lambeth Artikel zu vertreten, was jedoch ohne Erfolg geblieben war. Er kehrte enttäuscht und erkrankt nach Cambridge zurück, wo er am 4. Dezember 1595 starb.
Die erste Biographie Whitakers wurde 1599 von seinem Schüler Abdias Assheton (1563–1633), Kaplan von Robert Devereux, 2. Earl of Essex, veröffentlicht.

## Lambeth-Artikel
Lambeth-Artikel sind theologische Lehraussagen, die die Stellung der Kirche von England vor allem in der Frage der Prädestination festlegen. Die Lambeth-Artikel nahmen einen eindeutig calvinistischen Standpunkt ein, indem sie postulierten, dass Gott allein den Einzelnen auserwähle, und zwar nach seinem Willen, unabhängig von den menschlichen Werken. Die Lambeth-Artikel wurden von Erzbischof John Whitgift unterstützt, jedoch von Königin Elisabeth I. angegriffen.

## Privates
Seine erste Frau war Laurence Chaderton. Seine zweite Frau, die ihn überlebte, war die Witwe von Dudley Fenner. Er hatte acht Kinder; einer seiner Söhne, Alexander Whitaker, der am Trinity College ausgebildet wurde, wurde später bekannt als „Apostel von Virginia“ und hatte Pocahontas getauft. Ein anderer Sohn, Jabez, war einer der ersten Pflanzer in Jamestown in Virginia und hat Neuankömmlinge in Amerika empfangen.

## Schriften
- Liber Precum publicarum Ecclesiae Anglicanae... Latine Græceque æditus, London 1569. Griechische Verse Carrs ‚Demosthenes‘ beigefügt 1571.
- Κατηχισμός,... τἢτε 'Ελλήνων καὶ τἢ' Ρωμαίων διαλέκτῳ ὲκδοθεἷσα, London, 1573, 1574, 1578, 1673 (griechische Version von Whitaker, lateinische von Alexander Nowell).
- Ioannis Iuelli Sarisbur ... adversus Thomam Hardingum volumen alterum ex Anglico sermone conversum, London 1578.
- Ad decem rationes Edmundi Campiani ... Christiana Responsio, London, 1581. Übersetzung durch Richard Auf, London 1606.
- These proposita ... in Academia Cantabrigiensi sterben Comitiorum anno Domini 1582; cujus summa haec, Pontifex Romanus est ille Antichristus, London 1582.
- Responsionis... defensio contra confutationem Ioannis Duraei Scoti, presbyteri Iesuitse, London 1583.
- Nicolai sanderi Quadraginta demonstrationes, Quod Papa non-est Antichristus ille insignis ... et earundem demonstrationum solida Refutatio, London 1583.
- Fragmenta veterum haereseon ad constituendam Ecclesiæ Pontificiae ἀποστασίαν collecta, London 1583.
- Disputatio de Sacra Scriptura contra hujus temporis papistas, inprimis Robertum Bellarminum... et Thomam Stapletonum... sex quaestionibus proposita et tractata, Cambridge 1588.
- Adversus Tho. Stapletoni Anglopapistæ... defensionem ecclesiasticae authoritatis... duplicatio pro authoritate atque αύτοπιστίᾳ S. Scripturae, Cambridge 1594.
- Praelectiones in quibus tractatur controversia de ecclesia contra pontificios, inprimis Robertum Bellarminum Iesuitam, in septem qusestiones Distributa, Hrsg. von John Allenson, Cambridge 1599 und Hanau 1608.
- Cygnea Cantio ... hoc est, ultima illius concio ad clerum, habita Cantabrigiæ anno 1595, Cambridge 1599.
- Controversia de Conciliis, contra pontificios, inprimis Robertum Bellarminum Iesuitam, in sex quaestiones Distributa, Cambridge 1600.
- Tractatus de peccato originali ... contra Stapletonum, Cambridge 1600.
- Praelectiones aliquotieren contra Bellarminum habitæ. In: Conr. Decker De proprietatibus Iesuitarum, Oppenheim 1611.
- Adversus universalis Gratiae assertores prælectio in 1 Tim. ii. 4. In: Pet. Baro der Summa Triurn de praedestinatione Sententiarum, Harderwyk 1613.
- Prælectiones de Sacramentis in Genere et in Specie de. SS. Baptismo et Eucharistia, Frankfurt 1624.
- Articuli de praedestinatione ... Lambethæ propositi et L. Andrews de iisdem Iudicium, London 1651.